# Изола (футбольный клуб)
«Изола» (словен. Nogometni klub Izola) — словенский футбольный клуб из города Изола, существовавший с 1923 года по 1996 год. Выступал в Чемпионате Словении по футболу в начале 90-х.

## История
Клуб был основан в 1923 году как Calcistico Giovanile Isola d’Istria, когда город Изола был частью Италии. Позднее он назывался Ampelea Isola d’Istria и играл в итальянской Серии C с 1937 по 1946 годы. Из-за оккупации Истрии югославской армией клуб был вынужден изменить свое название на Unione Sportiva Isola, а позднее на NK Izola. Впоследствии клуб выступал в чемпионате Югославии, а после в чемпионате Словении, где провёл свой последний сезон.
Клуб был расформирован в 1996 году из-за финансовых проблем. В том же 1996 был создан одноимённый клуб MNK Izola, выступающий в третьем Словенском дивизионе.

## Достижения
- Лига Словенской республики 1990/91 — 1-е место
- Чемпионат Словении 1991/92 — 3-е место
- Кубок УЕФА 1992/93 — первый раунд